# Chevirat haKelim
La Chevirat haKelim, ou Chevirat hakelim, (en hébreu : שבירת הכלים), littéralement la « brisure des vases », est un concept de la Kabbale lourianique. Ce concept joue un rôle majeur dans l’enseignement d’Isaac Louria (1534-1572). La « brisure des vases » définit, selon lui, l'étape charnière entre la troisième et la quatrième phase de la création du monde.

## La création de l’espace
La thèse d'Isaac Louria part de l’idée que la transcendance divine, le En Sof, ne laisse aucune place à la création, puisque son infinitude contient déjà toute chose. la création n’est possible que par le tsimtsoum, c’est-à-dire par « le retrait de Dieu en lui-même », afin de permettre à quelque chose qui n’est pas le En Sof d’exister.
Le En Sof, selon Louria, comprend d'emblée deux aspects fondamentaux : celui de la Miséricorde (l’aspect masculin) et celui du Jugement (l’aspect féminin). Toutefois l’aspect de la Miséricorde constitue comme un océan infiniment généreux, alors que l’aspect du Jugement est dissout  « comme des grains de poussière infinitésimaux perdus dans un abîme de compassion sans bornes ».
En se retirant, la « masse des eaux » du En Sof permet aux particules du Jugement de se cristalliser comme du sel sur une plage où la Miséricorde ne subsiste plus qu’à l’état d’un reflet lumineux (reshimu) dans l’espace ainsi créé (tehiru) ; mais un reflet si puissant qu’il en émane le Yod, la première lettre du Tétragramme, c’est-à-dire l’instrument d’organisation de l’espace par l’écriture et la lecture.
L’émanation de la lumière divine agit, d’une part, comme outil de mise en forme qui descend du En Sof pour apporter ordre et structure dans le chaos de l’univers primitif, selon un mouvement descendant. L’émanation divine agit, d’autre part, comme récepteur de la lumière du En Sof, réfléchissant sa lumière, dans un mouvement ascendant. C'est le monde de l'émanation : la première phase de la création du monde.

## La création des vases
La lumière divine se déploie en cercle concentriques qui épousent la forme sphérique de l’espace primordial (tehiru). Ce processus génère la création des « vases » (kelim) dans lesquels la lumière divine est recueillie et réfléchie. 

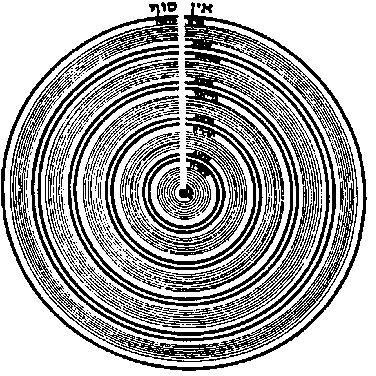
Une représentation de l'émanation des cercles et du rayon du En Sof d'après la théorie lourianique

Toutefois, la lumière divine prend également la forme d’un rayon linéaire qui tend à former le « vase » appelé Adam Kadmon (l’homme primordial). C'est le monde de la création (autrement dit la seconde phase de la création).
La plus harmonieuse des deux formes est le cercle, parce qu’il participe à la perfection du En Sof en s’adaptant naturellement à la sphéricité de l’espace créé, alors que le rayon linéaire va à la recherche de sa structure finale sous la forme d’un homme. Le cercle est la forme spontanée. La ligne est la forme voulue, orientée vers l’image de l’homme.
La forme linéaire, humaine, prend une valeur supérieure à celle du cercle. Le rayon qui crée l’Adam Kadmon émane, en effet, directement du En Sof, tandis que les cercles qui éclairent l’espace ne sont que des reflets indirects de la lumière divine. La forme linéaire, humaine, obéit au principe du ruah (le souffle divin). La forme circulaire, au principe de la nefesh (la perfection naturelle).
De plus, l’Adam Kadmon intègre en lui les cercles lumineux, grâce au Yod qui lui permet de distinguer dix sphères, dix réceptacles, dix vases de lumière divine, s’imbriquant concentriquement les uns dans les autres. La plus extérieure, la sphère de Keter (la Couronne), constitue la première sefirah, qui reste en contact avec le En Sof environnant. Comme dans un jeu de poupées russes, les neuf autres sefirot se rétrécissent de plus en plus en soi, jusqu’à la dixième, Malkhout (le Royaume), la sphère la plus éloignée de Dieu, le plus ordinaire et la plus basique. 

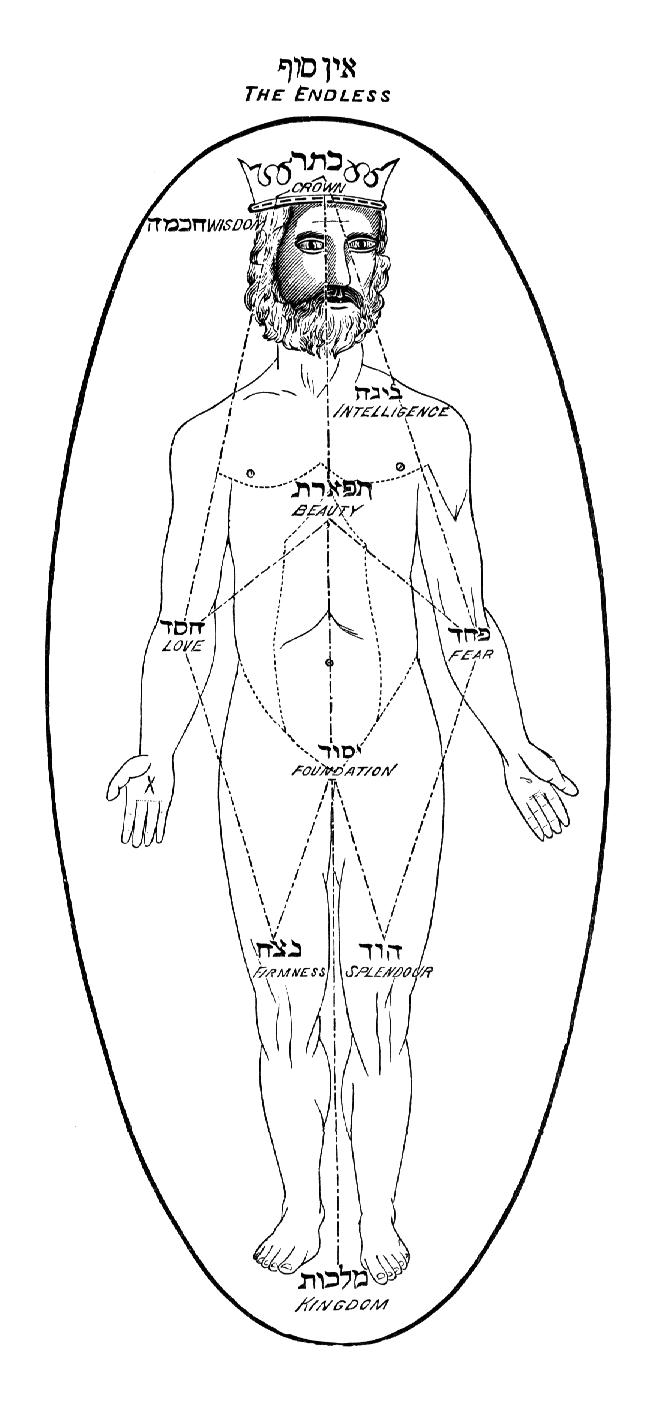
L’Adam Kadmon et les dix sefirot

En soi, les dix sefirot se redisposent elles-mêmes en ligne, en s’adaptant à la forme d’un homme et de ses membres. Le dixième sefirah, la plus basse, s’associe aux pieds de l’homme. La première, la plus élevée, s’associe à son front. Les autres se répartissent dans son anatomie. (Tout cela se comprenant métaphoriquement, car il est entendu que les sefirot constituent des entités purement spirituelles.)
Cependant les sefirot prennent également la forme de lettres, d’autres celles de signes grammaticaux, de sorte qu’elles rassemblent toutes les composantes de l’Écriture sainte. Ainsi, deux systèmes symboliques se superposent dans les sefirot : celui de la lumière et celui du langage. 
Les lumières des sefirot se combinent pour former des noms dont les puissances latentes deviennent agissantes. Ces noms, porteurs à la fois de lumière divine et de parole, investissent la tête de l’homme, qui va les diffuser à son tour. C'est le monde de la formation : la troisième phase de la création.
Les lumières qui sortent des yeux se propagent à la fois circulairement et linéairement. Les yeux restent comme « fixés » sur l’espace, alors que les lumières qui sortent de la bouche, des oreilles, du nez (les lumières qui correspondent aux autres sens que la vue), originellement sphériques en soi, épousent la forme d’une ligne droite, plus directe et dynamique que le cercle. L’ouie, l’odorat, le goût, le toucher, prennent ainsi une valeur supérieure à celle de la vue, dans la théorie lourianique.
Réorganisées dans le corps symbolique de l’Adam Kadmon, les dix sefirot (les dix lumières primordiales) établissent entre elles des circuits qui accroissent considérablement l’intensité lumineuse des vases qui les contiennent.

## La brisure des vases
Les trois premières sefirot, les trois premiers vases – la Couronne (Keter), la Sagesse (Hokhmah), l’Intelligence (Binah) – disposent d’un réceptacle assez solide pour supporter la croissance de l’intensité lumineuse, mais les vases des sept autres sefirot sont trop fragiles pour contenir l’afflux de la lumière. Ils se brisent.
Les six vases suivants – qui contiennent successivement la Générosité (Hesed), la Justice (Gevourah), la Beauté (Tifereth), l’Éternité (Netsah), la Gloire (Hod), le Fondement (Yesod) –, ces six vases, ces six sefirot, éclatent. La dixième sefirah, le dernier vase, le Royaume (Malkhout), se fêle également, mais ne se subit pas autant de dommages que les six précédents.
Ainsi la lumière contenue dans ces sept vases se disperse dans l’espace. Une partie de leur lumière retourne à sa source, absorbée par le En Sof. Le reste de leur lumière s’attache aux morceaux brisés des vases, précipités dans l’espace, et comme recouverts d’une écorce, d’une coquille, d'une kelippah, qui empêchent leurs étincelles d’apparaître. Ces tessons forment la matière grossière et stérile.

## L’origine du mal
Les étincelles de lumière divine restent captives des kelippot, réduites à l’état de déchets, en quelque sorte. La « brisure des vases » opère une rupture catastrophique entre les trois sefirot les plus élevées (la Couronne, la Sagesse et l’Intelligence) et la sefirah la plus basse (le Royaume). Les communications sont rompues entre le haut et le bas, puisque les six sefirot intermédiaires ne sont plus que des débris.
Cette rupture de communication est à l’origine du mal, selon Isaac Louria, dans la mesure où elles retiennent une lumière indispensable à l’accomplissement de la création jusqu’à sa perfection. Les kelippot, les « coquilles », rendent obscur ce qui pourrait paraître clair. Elles engendrent les contresens, les erreurs, des méprises et, en somme, les puissances dont profite le mal, selon Louria. 
La structure défaillante de la création divine, présente dans la Kabbale depuis Isaac l'Aveugle (1160 - 1235), trouve une explication chez Isaac Louria. La puissance du Jugement (din), parce qu’il restreint considérablement la puissance de Miséricorde (en quoi consiste la lumière divine), quand se produit la création du monde, fragilise tout l’édifice séfirotique. Le Jugement ne forme pas de vases assez solides pour supporter un afflux intense de compassion. C’est pourquoi, au-delà des kelippot, le Jugement se trouve à la racine du mal. 
« Les kelippot ne sont rien d'autre que les produits dérivés du din (le Jugement), c'est-à-dire de la rigueur divine », observe Charles Mopsik. Toutefois, les kelippot n'agissent jamais « contre Dieu, ou en opposition avec lui, elles demeurent subordonnées à lui, et même figurent ses instruments par le biais desquels Il châtie les hommes à cause de leurs iniquités. Sous leur aspect de séducteurs qui entraînent leurs victimes à fauter, elles sont les agents d'épreuves auxquelles Dieu soumet les hommes
Etape charnière de la création du monde, la « brisure des vases » exige une réparation, un tikkun, que les hommes doivent opérer, afin d’extraire des « coquilles » les étincelles qui permettent de restaurer les vases brisés.

## Influences
La théorie des « vases brisés » a eu une influence considérable sur la philosophie juive, et bien au-delà d’elle. 

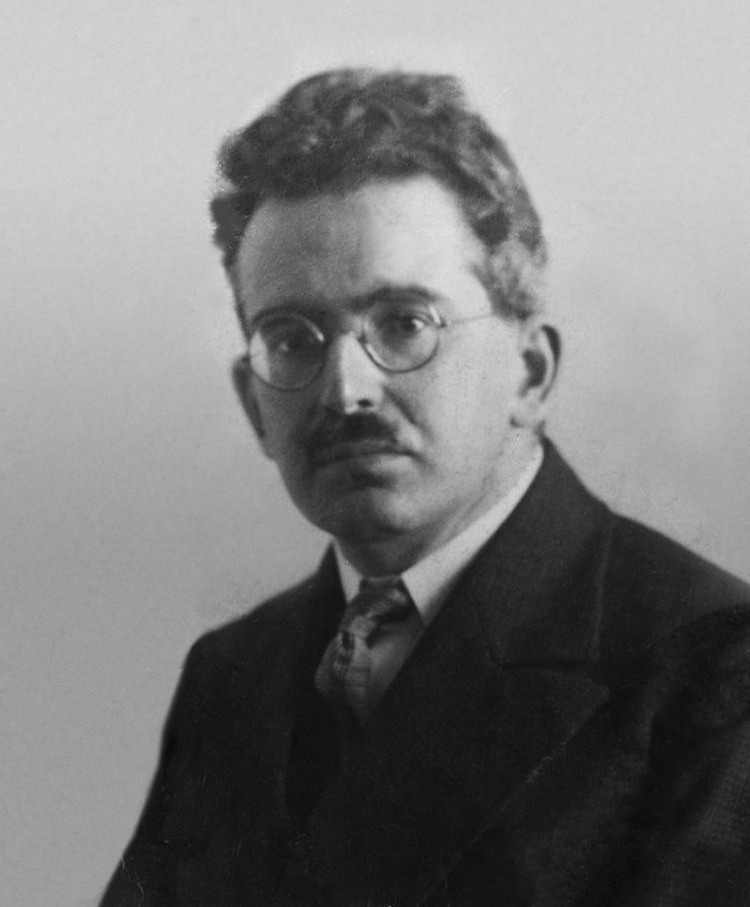
Walter Benjamin

Walter Benjamin, en particulier, y a trouvé la source de ce qu’il appelait la « tâche du traducteur », c’est-à-dire le travail de tout artiste, de tout écrivain, de tout homme, selon lui : « De même que les débris d’un vase, pour qu’on puisse reconstituer le tout, doivent s’accorder dans les plus petits détails, mais non être semblables les uns aux autres, ainsi, au lieu de s’assimiler au sens de l’original, la traduction doit bien plutôt, amoureusement et jusque dans le détail, adopter dans sa propre langue le mode de visée de l’original, afin de rendre l’un et l’autre reconnaissables comme fragments d’un même vase, comme fragments d’un même langage plus grand. [...] Racheter dans sa propre langue ce pur langage exilé dans la langue étrangère, libérer en le transposant le pur langage captif dans l’œuvre, telle est la tâche du traducteur. Pour l’amour du pur langage, il brise les barrières vermoulues de sa propre langue».

### Textes
- Joseph Ibn Tabul,  Derush Hefzi-Bah, publié dans Simhat Cohen de Massud ha-Kohen al-Haddad, Jérusalem, 1921, réédité par Weinstock, Jérusalem, 1981.
- Hayyim Vital, Etz Haim (L'Arbre de Vie), édité par Isaac Satanow, Korsec, 1782 ; réédité à Varsovie en 1890 et à Tel-Aviv en 1960.
- Naphtali Bacharach, Emek ha-Melekh (La Vallée des rois), une version de la théorie lourianique par un rabbin allemand du XVIIe siècle, proche de la version d'Ibn Tabul, éditée à Amsterdam en 1648 ; rééditée par Yerid ha-Sefarim, Jérusalem, 2003.
- Christian Knorr von Rosenroth, Kabbala denudata, ouvrage monumental qui contient une traduction latine partielle du Etz Haim de Hayyim Vital, ainsi qu'une traduction complète du Emek ha-Melekh de Naphtali Bacharach, parmi bien d'autres traductions latines de textes de la Kabbale, avec des commentaires de l'auteur, éditée à Sulzbach à 1677, pour le premier volume, et à Francfort en 1684 pour le second. Ce fut le principal véhicule de la théorie lourianique dans le monde chrétien. C'est l'ouvrage que connaissaient Leibniz ou Newton.

### Études
- Gershom Scholem, Les grands courants de la mystique juive, Payot, Paris, 1954.
- Gershom Scholem, La kabbale, trad. de l'anglais., Gallimard, coll. "Folio essais", Paris, 1974.
- Charles Mopsik, Aspects de la Cabale à Safed après l’Expulsion, dans Inquisition et pérennité (ouvrage collectif) sous la direction de David Banon, Le Cerf, 1992.
- Gershom Scholem, La Kabbale. Une introduction, origines, thèmes et biographies, Le Cerf, Paris, 1998
- Eliahu Klein, Kabbalah of Creation : Isaac Luria's Earlier Mysticism, Jason Aronson Publishers, Northvale, New York, 1999.
- Charles Mopsik, Cabale et Cabalistes, Albin Michel, Paris, 2003.